# Minianka (peuple)
Pour les articles homonymes, voir Minianka.
Les Miniankas constituent une population qui vit originairement dans le sud-est du Mali et le Sud Burkina Faso.
Les Miniankas sont essentiellement des paysans. Au Mali, ils peuplent les cercles de Koutiala. Leur capitale est Yorosso. Ils sont également présents dans les cercles de San, Bla, Niono, Kati et Sikasso.
Une main-d'œuvre Minianka arrivera dans les cercles de Niono et de Kati (Baguinéda) à la faveur de la mise en valeur des périmètres rizicoles irrigués. C'est ainsi qu'on retrouvera dans le cercle de Niono des villages portant le nom de villages minianka du cercle de Koutiala et de Yorosso comme Palasso, Ourikéla, Moloba... À Baguinéda, on retrouve encore des villages portant les noms Palasso, Ourikéla (Miniankabougou). 
C'est des zones de Koutiala, Yorosso, San et Sikasso que vient 85 % du coton produit au Mali.
Ils entretiennent des liens de cousinage étroits avec les Sénoufos qui sont leurs voisins.
Avec plus de 1 500 000 individus, il s’agit de l’une des 4 plus grandes ethnies du pays, avec les Bambaras, Peuls et les Malinkés.

## Ethnonymie

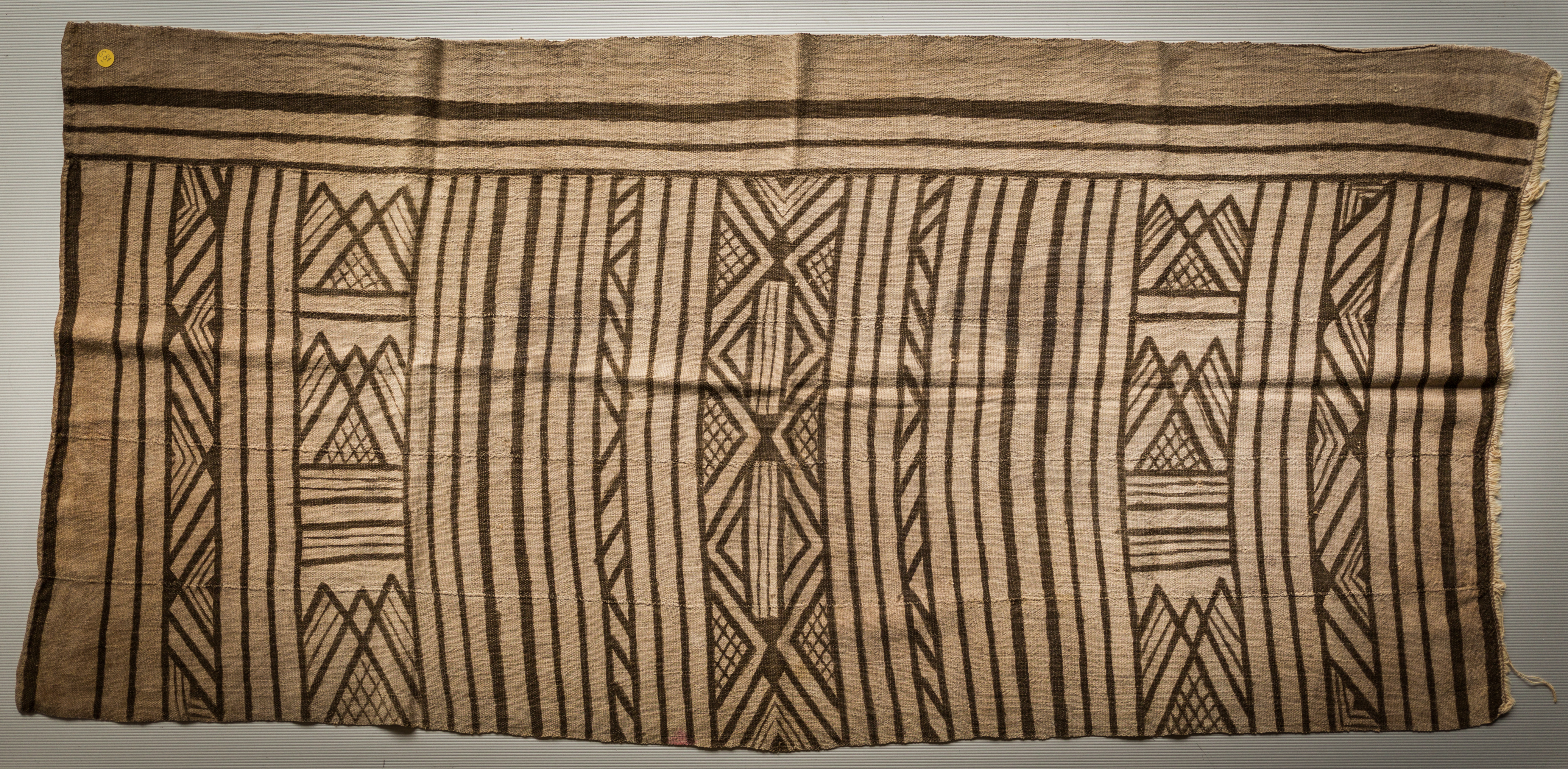
Pagne en provenance du cercle de Koutiala (Collection d'objets ethnographiques de l'université de Strasbourg)

Selon les sources et le contexte, on observe plusieurs formes : Folo, Mianka, Miniankas, Minyanka, Minya.

### Patronymes
Des patronymes sont très communs chez les Minyankas :  Dembélé, Traoré, N'Dao, Goïta, Dao, Mallé, Berthé, Cissouma et Dissa notamment. On compte plus de 20 noms de famille Minyankas.

## Langue
Les Miniankas parlent le mamara (ou minianka), qui fait partie des langues sénoufo et dont le nombre de locuteurs était estimé à 738 000 en 2000.

## Personnalités
- Assimi Goïta, militaire et Président intérimaire du Mali.
- Bah N'Daw, président de la transition au Mali du 25 septembre 2020 au 24 mai 2021[4]).
- Sanogo Aminata Mallé, femme politique et magistrate du Mali.